# Bảo tàng Lịch sử Y học

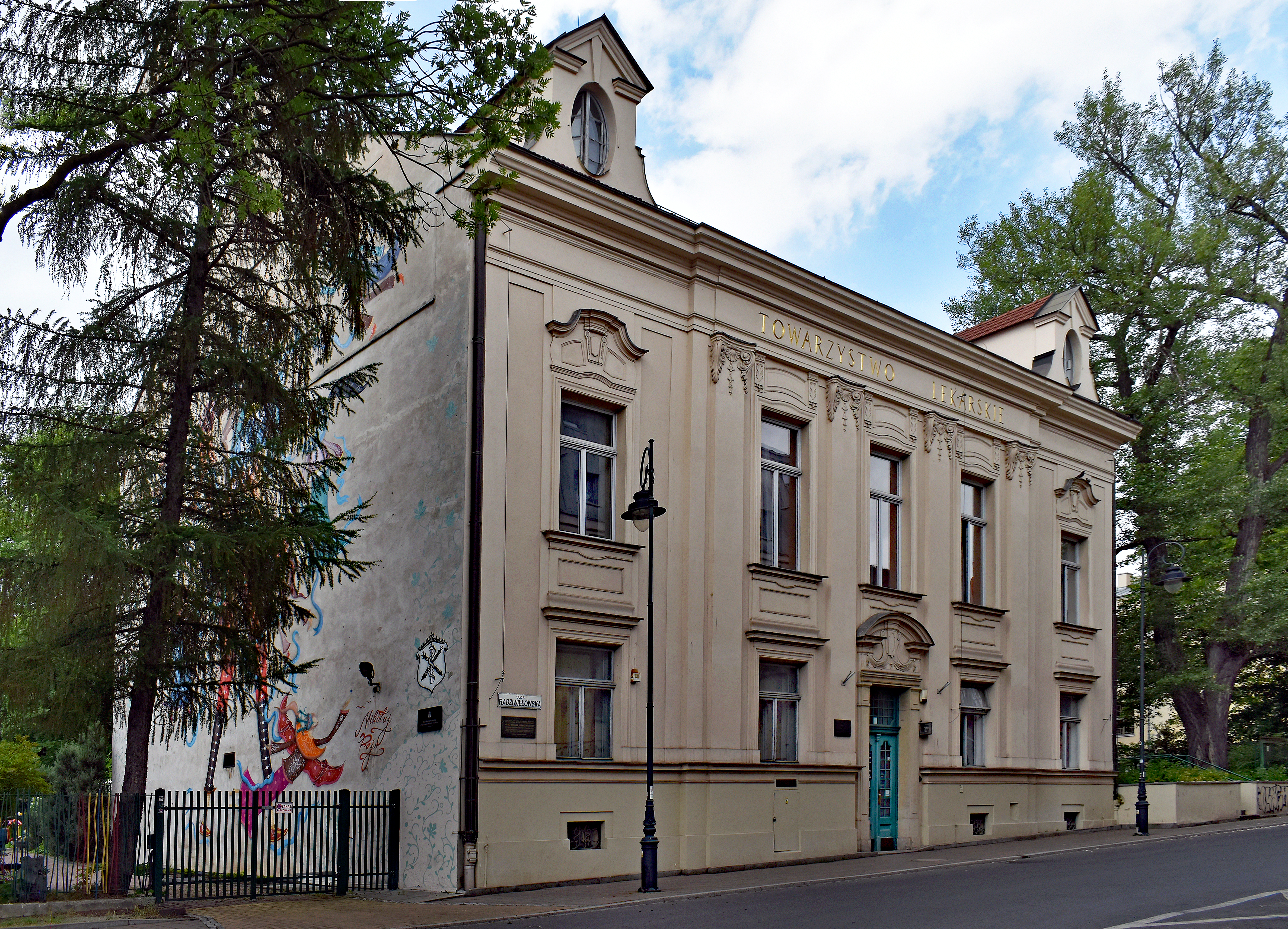
Trụ sở Bảo tàng Khoa Y

Bảo tàng Lịch sử Y học, tên đầy đủ Bảo tàng Khoa Y thuộc Đại học Jagiellonian (tiếng Ba Lan: Muzeum Historii Medycyny, pełna nazwa Muzeum Wydziału Lekarskiego Collegium Medicum Uniwersytetu Jagiellońskiego) là một bảo tàng tọa lạc tại số 4 Phố Radziwiłłowska, Kraków, Ba Lan. Địa điểm này là bảo tàng lâu đời nhất ở Ba Lan dành cho y học. Bảo tàng là một đơn vị của Khoa Y Đại học Jagiellonian.

## Lịch sử
Bảo tàng Khoa Y thuộc Đại học Jagiellonian được thành lập vào năm 1900 theo khởi xướng của Giáo sư Walery Jaworski. Phần lớn các bộ sưu tập được các bác sĩ và giáo sư liên kết với Đại học Jagiellonian quyên góp, bao gồm: Edward Korczyński, Adam Wrzosek, Józef Bogusz, và các người khác. Bản thân Walery Jaworski cũng tặng những bộ sưu tập tư nhân cho Bảo tàng. Sau năm năm đầu hoạt động, Bảo tàng có 4.617 hiện vật.
Bảo tàng không có trụ sở cố định cho đến năm 1990. Lúc bấy giờ, các bộ sưu tập của Bảo tàng được chuyển đến tòa Nhà của Hiệp hội Y khoa tại số 4 Phố Radziwiłłowska. Trụ sở mới được chính thức khánh thành vào ngày 16 tháng 6 năm 1992.

## Giờ mở cửa
Du khách có thể tham quan Bảo tàng Khoa Y thuộc Đại học Jagiellonian sau khi sắp xếp trước.